# John Gavin
John Gavin, Juan Vincent Apablasa (Los Angeles, Kalifornia, 1931. április 8. – Beverly Hills, Kalifornia, 2018. február 9.) Golden Globe-díjas amerikai színész, diplomata. 1981 és 1986 között az Egyesült Államok mexikói nagykövete.

## Filmjei

### Mozifilmek
- Raw Edge (1956)
- Behind the High Wall (1956)
- Four Girls in Town (1957)
- Quantez (1957)
- A Time to Love and a Time to Die (1958)
- Látszatélet (Imitation of Life) (1959)
- A botrány szele (A Breath of Scandal) (1960)
- Psycho (1960)
- Spartacus (1960)
- Éjféli csipke (Midnight Lace) (1960)
- Insight (1960, egy epizódban)
- Romanoff and Juliet (1961)
- Tammy Tell Me True (1961)
- Back Street (1961)
- Pedro Páramo (1967)
- Ízig-vérig modern Millie (Thoroughly Modern Millie) (1967)
- Niente rose per OSS 117 (1968)
- The Madwoman of Chaillot (1969)
- Őrület a köbön (Pussycat, Pussycat, I Love You) (1970)
- Keep It in the Family (1973)
- Nefertiti y Aquenatos (1973, rövidfilm)
- Az árnyékok háza (La casa de las sombras) (1976)
- Jennifer (1978)

### Tv-filmek
- Cutter’s Trail (1970)
- The Lives of Jenny Dolan (1975)
- Doctors’ Private Lives (1978)
- The New Adventures of Heidi (1978)
- Doctors’ Private Lives (1979)
- Sophia Loren: Her Own Story (1980)

### Tv-sorozatok
- Alcoa Premiere (1962, egy epizódban)
- The Alfred Hitchcock Hour (1963, 1965, két epizódban)
- Destry (1964, 13 epizódban)
- The Virginian (1964, egy epizódban)
- Kraft Suspense Theatre (1964, két epizódban)
- Convoy (1965, 13 epizódban)
- The Doris Day Show (1971, egy epizódban)
- Mannix (1973, egy epizódban)
- The Wide World of Mystery (1974, egy epizódban)
- Medical Center (1976, egy epizódban)
- Szerelemhajó (The Love Boat) (1977, egy epizódban)
- Flying High (1978, egy epizódban)
- Fantasy Island (1978, 1981, két epizódban)
- Hart to Hart (1980, egy epizódban)